# 827 Вольфіана
827 Вольфіана (827 Wolfiana) — астероїд головного поясу, відкритий 29 серпня 1916 року.
Тіссеранів параметр щодо Юпітера — 3,591.
Названо на честь німецького астронома Макса Вольфа